# Виявлення аномалій у мережевій поведінці
Виявлення аномалій у мережевій поведінці (англ. Network behavior anomaly detection, NBAD) — підхід до виявлення загроз мережевій безпеці. Є одним з підходів до побудови мережевих систем виявлення вторгнень. Доповнює технологію систем що виявляють атаки на основі сигнатур пакетів. Також використовується антивірусним програмним забезпеченням та антишпигунським програмним забезпеченням.
Під час виявлення аномалій у мережевій поведінці проводиться безперервний моніторинг мережі на наявність незвичних подій або тенденцій.

## Опис
Системи, які використовують виявлення аномалій у мережевій поведінці, можуть бути корисними у виявленні загроз, там де сигнатурний аналіз не може дати результатів, а саме:
- при загрозах нульового дня;
- коли трафік зашифрований, як-то передача даних на командний сервер у ботнетах.

Система відслідковує критичні характеристики мережі у реальному часі і формує сигнал тривоги при виявленні дивної події, яка може свідчити про наявність загрози. Приклади таких характеристик включають обсяг трафіку, використання смуги пропускання та використання протоколів.
Системи виявлення аномалій у мережевій поведінці також відслідковують поведінку окремих вузлів мережі. Зазвичай системи виявлення аномалій у мережевій поведінці є ефективними, якщо нормальна поведінка у мережі є сталою протягом довгого часу. Тоді деякі параметри визнаються нормальними, тоді як усі відхилення — аномалією.
Системи виявлення аномалій у мережевій поведінці повинні використовуватись разом зі звичайними мережевими екранами та застосунками для виявлення шкідливих програм. Деякі виробники визнають, що системи виявлення аномалій у мережевій поведінці є частиною їх рішень з мережевої безпеки.
Системи виявлення аномалій у мережевій поведінці використовують аналіз журналів реєстрації подій, аналіз пакетів, моніторинг мережевих потоків та аналіз маршрутів.

## Порівняння

### Переваги
До переваг підходу виявлення аномалій у мережевій поведінці у порівнянні з сигнатурним аналізом відносяться:
- можливість виявлення раніше невідомих загроз (загроз нульового дня);
- відсутність необхідності підтримувати сигнатури у актуальному стані.

### Недоліки
До недоліків підходу виявлення аномалій у мережевій поведінці у порівнянні з сигнатурним аналізом відносяться:
- наявність хибно позитивних спрацьовувань при певних нестандартних, але допустимих ситуаціях (наприклад зростання трафіку у при підготовці річного звіту);
- у окремих випадках необхідність «навчання» для створення шаблонів нормальної поведінки у мережі.

## Популярні аномалії
- Аномалія корисного навантаження
- Аномалія протоколу: підміна MAC
- Аномалія протоколу: підміна IP
- Аномалія протоколу: велика кількість підключень на один/ з одного порту TCP/UDP
- Аномалія протоколу: велика кількість підключень на одну/ з однієї IP-адреси
- Виявлення вірусу
- Аномалія пропускної здатності
- Виявлення аномальної частки підключень

## Комерційні продукти
- Allot Communications(інші мови)[3] — Allot Communications DDoS Protection
- Arbor Networks(інші мови) NSI[4] — Arbor Network Security Intelligence
- Lancope(інші мови) — StealthWatch (з 2001)
- IBM — QRadar (з 2003)
- Enterasys Networks(інші мови) — Enterasys Dragon
- Exinda(інші мови) — вбудовний (Application Performance Score (APS), Application Performance Metric (APM), SLA, та Adaptive Response)
- Extrahop(інші мови)
- FlowTraq
- Flowmon Networks(інші мови) -[5] — Flowmon ADS
- FlowNBA — NetFlow
- Juniper Networks(інші мови) — STRM
- Lastline(інші мови)
- McAfee — McAfee Network Threat Behavior Analysis
- PacketSled — PacketSled
- PathSolutions — PathSolutions VoIP and Network Performance Manager
- Plixer International — Scrutinizer
- HP ProCurve(інші мови) — Network Immunity Manager
- Redsocks — The RedSocks Probe
- Riverbed Technology(інші мови) — Riverbed Cascade
- Solana Networks(інші мови) — SmartFlow
- Sourcefire — Sourcefire 3D
- Symantec — Symantec Advanced Threat Protection
- ThreatTrack(інші мови) — ThreatSecure Network
- GreyCortex(інші мови) — Mendel[6] (колишній TrustPort(інші мови) Threat Intelligence)
- ZOHO Corporation(інші мови) — ManageEngine NetFlow Analyzer's Advanced Security Analytics Module
- Microsoft — Windows Defender ATP та Advanced Threat Analytics